# Álvaro de Solana
Álvaro de Solana fue un poeta español de principios del siglo XVI.
Se sabe muy poco de él. Y solo se conserva una obra suya, importante por ser una de las primeras jácaras. Se contiene en un pliego suelto de varios autores titulado Coplas de Madalenica. Otras de tamhuen ganadico añadidas por Jaques Normante, Otros fieros que hizo un rufian en çamora con una puta. Coplas fechas por Alvaro de Solana, en que cuenta como en çamora vido hazer a un rufian con una puta los fieros siguientes, sin lugar, sin año, pero principios del siglo XVI.

## Obras
- Coplas fechas por Álvaro de Solana en que cuenta cómo en Çamora vido hazer a un rufián con una puta los fieros siguientes

- Datos: Q24941023